# Erna Tauro
Erna Tauro, née Pergament (16 août 1916, Viborg — 4 juin 1993, Stockholm), est une compositrice et pianiste finno-suédoise.

## Biographie
Erna Tauro est née à Viborg, fille d'Isak Pergament et Rifka  née Rosenthal, et nièce des compositeurs Moses Pergament et Simon Parmet. La famille déménagea à Berlin en 1921 puis à Helsinki. Tauro étudia le piano et la théorie musicale à Berlin, et selon certaines sources, elle étudia également la musique à l'Académie Sibelius en Finlande. Durant la Seconde Guerre mondiale, Tauro travailla comme infirmière et comme accompagnatrice. De 1955 à 1969, elle fut la principale accompagnatrice au Petit Théâtre à Helsinki et composa pour des pièces de théâtre ou des comédies musicales.
Sa composition Höstvisa (Chant d'automne) sur des paroles de Tove Jansson gagna en 1965 le troisième prix du concours musical télévisé finlandais. La même année elle gagna une seconde place avec la chanson Den gamla brudkläderskan sur des paroles d'Evert Huldén.
En 1969, Tauro obtint le poste de directeur musical pour Fiddler on the Roof à Stockholm, et 1977 elle s'installa définitivement dans cette ville. Elle se maria avec Risto Ilmari Tauro et ils eurent une fille née en 1945. Elle meurt à Stockholm en 1993.
Tauro est surtout connue pour la musique qu’elle composa pour les Moumines, une série de livres pour enfants de Tove Jansson adaptés en pièce de théâtre et en dessins-animés. La musique pour la pièce de théâtre Kungen i Mumindalen (Le roi de la vallée des Moumines) fut terminée par le compositeur Mika Pohjola (en) après la mort de Jansson et de Tauro.

## Œuvres
- Kahdeksikko, comédie musicale
- Oli kevät, comédie musicale
- Guldbröllop, comédie musicale
- Höstvisa
- Den gamla brudkläderskan
- Troll i kulisserna